# ببر ورشو
ببر ورشو (به انگلیسی: Tiger Warsaw) یک فیلم سینمایی آمریکایی در ژانر درام محصول سال ۱۹۸۸ میلادی به کارگردانی اَمین کیو. چودری است که توسط روی لندن به نگارش درآمده و با بازی پاتریک سوویزی و پایپر لوری همراه است.

## بازیگران
- پاتریک سوویزی در نقش چاک «ببر» ورشو
- پایپر لوری در نقش فرانسیس ورشو
- لی ریچاردسون در نقش مایکل ورشو
- مری مکدانل نقش پائولا ورشو
- باربارا ویلیامز به عنوان کارن
- بابی دی کیکو به عنوان تونی
- جنی کریسینجر به عنوان وال
- جیمز پاتریک گیلیس به عنوان راجر
- میشل گلدن به عنوان امیلی
- کوین بایر به عنوان رابین
- Beeson Carroll به عنوان عمو ژن
- سالی جین هیت به عنوان خاله باربارا
- کی بالارد به عنوان خاله تلما
- توماس میلز وود به عنوان ستوان فونتانا
- سینتیا لامل به عنوان دبیر پائولا
- استیو جاکلیک به عنوان بچه در رحم